# Liste des œuvres de Dmitri Kabalevski
Cet article regroupe les œuvres de Dmitri Kabalevski (1904-1987).

## Musique pour la scène

### Opéra
- Op. 24 : Colas Breugnon, opéra en 3 actes (1936–1938, Léningrad le 22 février 1938), d'après Romain Rolland
- Op. 37 : Dans le feu, opéra en 4 actes (1942)
- Op. 47 : La Famille de Tarass, opéra en 4 actes (1947–1950)
- Op. 53 : Nikita Verchinine, opéra en 4 actes (1954–1955)
- Op. 58 : Chanson de printemps, opérette en 3 actes (1957)
- Op. 83 : Les Sœurs, opéra en 3 actes (1968–1969)
- Op. 90 : Colas Breugnon, opéra en 3 actes (seconde version) (1967–1968)

### Autres
- Op. 25 : Musique pour la pièce Deux chansons, d'après N. Chestakov (1937)
- Op. 28 : Oreilles d'or, ballet en 3 actes (1939–1940)

## Musique orchestrale

### Symphonies
- Op. 18 : Symphonie nº 1 en ut dièse mineur (1932)
- Op. 19 : Symphonie nº 2 en ut mineur (1934)
- Op. 22 : Symphonie nº 3 Requiem, sur des textes de N. Assayev, pour chœur et orchestre (1933)
- Op. 54 : Symphonie nº 4 en ut mineur (1956)

### Autres
- Op. 24A : Suite tirée de Colas Breugnon (1938)
- Op. 26 : Les Comédiens, suite pour petit orchestre (1938–1940)
- Op. 28A : Suite tirée des Oreilles d'or (1939–1940)
- Op. 29 : Suite pour orchestre de jazz (1940)
- Op. 56 : Roméo et Juliette, tableaux musicaux pour grand orchestre symphonique (1956)
- Op. 64 : Ouverture Pathétique (1960)
- Op. 65 : Printemps, poème symphonique (1960)
- Op. 78 : À la Mémoire des Héros de Gorlovka, tableau symphonique (1965)
- Op. 85 : La Flamme éternelle de Briansk, poème symphonique
- Op. 95 : Les Héros de la Révolution de 1905, pour orchestre de vents (1974)
- Op. 96 : ISME-Fanfares (1974)

## Concertos
Pour piano
- Op. 9 : Concerto pour piano nº 1 en la mineur (1928)
- Op. 23 : Concerto pour piano nº 2 en sol mineur (1935)
- Op. 50 : Concerto pour piano nº 3 en ré majeur 'Jeunesse' (1952)
- Op. 75 : Rhapsodie sur un thème de la chanson «Années d'école», for piano and orchestra (1963)
- Op. 99 : Concerto pour piano nº 4 "Concerto Prague" (1975)

Pour violon
- Op. 48 : Concerto pour violon en ut majeur (1948)

Pour violoncelle
- Op. 49 : Concerto pour violoncelle nº 1 en sol mineur (1948–1949)
- Op. 77 : Concerto pour violoncelle nº 2 en ut mineur (1964)

## Musique de chambre
Quatuors à cordes
- Op. 8 : Quatuor à cordes nº 1 en la mineur (1928)
- Op. 44 : Quatuor à cordes nº 2 en sol mineur (1945)

Pour violon et piano
- Op. 21 : Improvisation pour violon et piano (tiré de la musique du film Les Nuits de Saint-Pétersbourg) (1934)
- Op. 69 : Rondo pour violon et piano (1961)
- Op. 80 : Pièces pour violon et piano (1965)

Pour violoncelle et piano (ou violoncelle seul)
- Op. 2 : Deux Pièces pour violoncelle et piano (1927)
- Op. 68 : Études en majeur et mineur pour violoncelle seul (1961)
- Op. 71 : Sonate pour violoncelle et piano, en si bémol majeur (1962)
- Op. 79 : À la Mémoire de Sergueï Prokofiev, rondo pour violoncelle et piano (1965)

## Piano
- Op. 1 : Trois Préludes (1925)
- Op. 3 : Album de pièces pour enfants (1927–1940)
- Op. 5 : Quatre Préludes (1927–1928)
- Op. 6 : Sonate pour piano nº 1 en fa majeur (1927)
- Op. 13 nº 1 : Sonatine pour piano nº 1 en ut majeur (1930)
- Op. 13 nº 2 : Sonatine pour piano nº 2 en sol mineur (1933)
- Op. 14 : De la vie d'un pionnier, pièces pour piano (1931)
- Op. 20 : Quatre Préludes (1933–1934)
- Op. 27 : Trente pièces pour enfants (1937–1938)
- Op. 30 : Trois Pièces (1939)
- Op. 38 : Vingt-quatre Préludes (dédiés à N. Miaskovski) (1943–1944)
- Op. 39 : Vingt-Quatre Pièces faciles (1944)
- Op. 40 : Variations faciles (deux séries de variations, la première en ré majeur et la second en la mineur, 1944)
- Op. 45 : Sonate pour piano nº 2 en mi bémol majeur (1945)
- Op. 46 : Sonate pour piano nº 3 en fa majeur (1946)
- Op. 51 : Variations faciles (cinq séries de variations, 1952)
- Op. 59 : Rondo en la mineur (1958)
- Op. 60 : Quatre Rondos faciles (1958)
- Op. 61 : Préludes et Fugues (1958–1959)
- Op. 81 : Danses de printemps (1965)
- Op. 84 : Récitatif et Rondo (1967)
- Op. 86 : Dans le camp des éclaireurs, six pièces (1968)
- Op. 87 : Variations sur des thèmes folkloriques (1967)
- Op. 88 : Six Pièces (1971)
- Op. 89 : Trente-cinq Pièces faciles (1972–1974)
- Op. 93A : Mélodies lyriques (1971–1972)

## Musique vocale avec orchestre
- Op. 12 : Poème de lutte, d'après A. Charov, pour chœur et orchestre (1930–1931)
- Op. 15 : Musique de composition radiophonique Galitsiskaïa Zacheria, d'après B. Yansens, pour solistes, chœur et orchestre (1931)
- Op. 31 : Parade de la jeunesse, pour chœur d'enfants et orchestre (1941)
- Op. 33 : Troix monologue pour voix, pour voix et orchestre (1941)
- Op. 35 : La Grande Mère-Patrie, cantate pour mezzo-soprano, basse, chœur et orchestre (1941–1942)
- Op. 36 : Le Vengeur du peuple, suite sur un texte d'Evgueni Dolmatovski, pour chœur mixte et orchestre (1942)
- Op. 57 : Chanson de demain, printemps et paix, cantate pour chœur d'enfants et orchestre (1957–1958)
- Op. 63 : Les Léninistes, cantate d'après Evgueni Dolmatovski pour trois chœur et grand orchestre symphonique (1958–1959)
- Op. 72 : Requiem, pour solistes, chœur mixte, chœur d'enfants et orchestre (1962)
- Op. 82 : Sur la Patrie, cantate d'après Z. Solodar, pour chœur d'enfants et orchestre (1965)
- Op. 93 : Une lettre pour le 30e siècle, oratorio (1972)

## Musique vocale et chorale
- Op. 4 : Danse (chant pour l'examen de piano de 4e niveau)
- Op. 7 : Deux chants d'après M. Artamonov et V. Choukovski, pour voix aigües et piano (1928)
- Op. 10 : Trois chants d'après M. Guerassimov, M. Artamonov et N. Kliuyev, pour voix et piano (1929–1930)
- Op. 11 : Huit Chansons Joyeuses d'après V. Kataïev, pour voix et piano (1929–1930)
- Op. 16 : Trois chants d'après E. Moussam, A. Charov et Alexeï Sourkov, pour voix de basses et piano (1931–1932)
- Op. 17 : Huit chants d'après O. Vissotskaïa, A. Prishelts et A. Barto, pour chœur d'enfants et piano (1932)
- Op. 32 : Deux chants d'après A. Bezemenski et N. Vladimirski, pour voix et piano (1941)
- Op. 34 : Trois chants d'après Samouil Marchak, pour voix et piano (1941)
- Op. 41 : Sept Chansons Joyeuses d'après S. Marchak, pour voix et piano (1944–1945)
- Op. 42 : Quatre Chansons drôles d'après S. Marchak et S. Mikhalkov, pour voix et piano (1945)
- Op. 43 : Deux chants folkloriques russes, pour basse ou ténor et piano (1945)
- Op. 43A : Deux chants populaires russes, version pour mezzo-soprano et piano (1964)
- Op. 52 : Dix Sonnets de  Shakespeare, pour voix et piano (1953–1955)
- Op. 55 : Deux Romances d'après A. Kovalenkov, pour ténor et piano (1956)
- Op. 62 : Dans la forêt enchantée, tableau musical pour narrateur, voix et piano (1958)
- Op. 66 : Le Camp de l'amitié, chants des éclaireurs d'Artek, pour voix ou chœur d'enfants et piano (1961)
- Op. 67 : Un potager en vue, rondes pour chœur d'enfants et piano (1961)
- Op. 70 : Chansons des trois danses, pour voix et piano (1960)
- Op. 73 : Trois chants de la Révolution de Cuba, pour voix et piano (1963)
- Op. 74 : Troix octaves de R. Gamsatov, pour mezzo-soprano et piano (1963)
- Op. 76 : Cinq Romances d'après R. Gamsatov, pour mezzo-soprano et piano (1963–1964)
- Op. 91 : Conversation avec un cactus, huit chansons enfantines d'après V. Viktorov, pour voix et piano (1969)
- Op. 92 : Trois chants sur Lénine, pour chœur d'enfants et piano (1970)
- Op. 94 : Trois chansons de rôles d'après I. Rachillo, pour chœur d'enfants et piano (1973)
- Op. 97 : Chanson de l'amitié, pour chœur de femmes, chœur d'enfants et soprano ou ténor (1975)
- Op. 98 : Deux chansons de jeunesse d'après V. Viktorov, pour voix et piano (1975)
- Op. 100 : Le Temps, six romances d'après Samouil Marchak, pour baryton et piano (1975)
- Op. 101 : Cri du chant, cycle de romances d'après O. Toumanian, pour voix et piano (1978–1979)
- Op. 102 : Danse, chant pour l'examen de piano de 4e niveau